# Maria de Brabante
Maria de Brabante (Lovaina, 13 de maio de 1254 – Meulan-en-Yvelines, 12 de janeiro de 1322), foi rainha consorte de França como esposa de Filipe III de 1275 até à morte deste, em 1285.

## Biografia

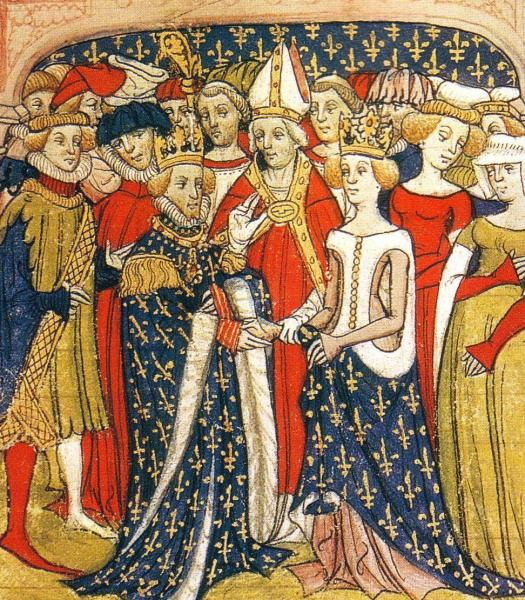
Casamento de Filipe III de França com Maria de Brabante, miniatura nas Chroniques de France ou de Saint Denis, final do século XIV, British Library, Londres.

Era filha de Henrique III de Brabante e Adelaide da Borgonha. Aos vinte anos de idade tornou-se na segunda esposa do rei Filipe III de França, 9 anos mais velho, em Vincennes, a 21 de agosto de 1274. Foi coroada a 24 de junho de 1275 na Sainte-Chapelle de Paris. 
Durante a sua vida conjugal contribuiu para envolver o esposo nos conflitos de Carlos de Anjou pelo reino da Sicília e a impulsionar as hostilidades do reino da França contra a coroa de Aragão.
Após a morte de Filipe III, a 5 de outubro de 1285, Maria retirou-se para um convento próximo de Meulan, nos arredores de Paris, onde morreu trinta e seis anos depois. Foi sepultada num convento dos franciscanos monásticos de Paris.

## Descendência
- Luís de Évreux (Maio de 1276 - 19 de maio de 1319), casado em 1301 com Margarida de Artois.
- Branca de França, Duquesa da Áustria (1278 - 19 de março de 1305), casada em 1300 com o rei Rudolfo de Habsburgo, rei da Boémia e duque da Áustria..
- Margarida de França (1282 - 14 de fevereiro de 1317), casada em 1299 com o rei Eduardo I de Inglaterra.